# Prześnice
Prześnice – wzgórze o wysokości 285,5 m n.p.m. Znajduje się na Garbie Tenczyńskim na północ od miejscowości Brodła w województwie małopolskim. Przez szczyt prowadzi droga Brodła – Zalas. Po wschodniej stronie wzgórza znajduje się część wsi Rybna o nazwie Prześnice.